# Tibério Cláudio Nero (cônsul em 202 a.C.)
Tibério Cláudio Nero ou Tibério Cláudio Nerão (em latim: Tiberius Claudius Nero) foi um político da gente Cláudia da República Romana eleito cônsul em 202 a.C. com Marco Servílio Púlex Gêmino. Era bisneto de Ápio Cláudio Cego e primo de Caio Cláudio Nero, cônsul em 207 a.C..

## Segunda Guerra Púnica
Em 204 a.C., Cláudio Nero foi nomeado propretor da província da Sardenha e imediatamente recebeu ordens de juntar suprimentos de cereais e roupas para os soldados de Cipião Africano.

### Consulado (202 a.C.)
Foi eleito cônsul em 202 a.C. com Marco Servílio Púlex Gêmino e recebeu a África como província com a missão de acabar com a guerra contra Aníbal juntamente com juntamente com Cipião. Porém, não participou da Batalha de Zama por que sua frota foi atingida por uma violenta tempestade logo depois de sua partida e teve que refugiar-se em Populônia. De lá, a frota passou por Ilva (a ilha de Elba) e Córsega. Perto da Sardenha, uma nova tempestade provocou ainda mais estragos e a frota foi obrigada a aportar em Cagliari, onde Nero foi obrigado a invernar. Dali regressou à Roma sem ter colocado os pés em sua província. Seu mandato não foi prorrogado.

## Anos finais?
Em 172 a.C., Nero participou de missões diplomáticas, mas as fontes são escassas. Lívio relata que ele foi enviado numa embaixada com Marco Decímio à Ásia Menor e às ilhas do Egeu, incluindo Rodes e Creta, viajando até a Síria selêucida e o Egito Ptolemaico. Sua tarefa era renovar os laços de amizade e aliança além de coletar informações sobre a influência de Perseu da Macedônia. Políbio afirma que ele viajou com Espúrio Postúmio Albino Paululo e Marco Júnio Bruto e descreve sua missão como sendo alertar os aliados de Roma, especialmente Rodes, para o perigo representado por Perseu. É possível também que este Cláudio Nero seja um homônimo, que foi pretor em 178 a.C., ou ainda, outro homônimo, que foi pretor em 181 a.C.. Friedrich Münzer, por exemplo, acredita que este Tibério foi o pretor de 178 a.C..